# Štace Miloně Čepelky
Štace Miloně Čepelky je televizní dokument z roku 2021 o herci Divadla Járy Cimrmana Miloni Čepelkovi.
Samotný Miloň Čepelka vypráví o svém životě na důležitých místech svého života: v Pohoří, v Opočně, v Dobrušce, v Novém Kníně, v pražském rozhlase, 
O svém kolegovi a příteli zde vyprávějí Zdeněk Svěrák, Jan Hraběta, Ondřej Vetchý, Miroslav Táborský a Petr Brukner či hudební skladatel Luboš Sluka. Režisérem dokumentu je Patrik Ulrich.
Dokument vznikl v produkci České televize.